# Pedomorfosis
En biología del desarrollo, la pedomorfosis (también escrito paedomorfosis) o juvenificación es un cambio fenotípico y a veces genotípico, en el cual el individuo adulto de una especie mantiene ciertas características juveniles. La pedomorfosis también va acompañada de una capacidad incrementada para nuevos cambios evolutivos.
Ocurre mediante el desplazamiento de rasgos ancestrales a estadios posteriores del desarrollo (ontogenia) de sus descendientes, de donde resulta la juvenilización de ciertos rasgos. Peramorfosis es el cambio en la dirección inversa. 
La pedomorfosis fue propuesta por Walter Garstang en 1922. Los mecanismos subyacentes de esta situación son la heterocronía.
Existen varios tipos de pedomorfosis que pueden aparecer de forma independiente o en combinación: 
- La neotenia: pedomorfosis producida por ralentización. El desarrollo somático (o físico) es más lento (se ralentiza) o se detiene, dando lugar a la retención de características juveniles.
- La progénesis: pedomorfosis producida por aceleración. El desarrollo ocurre más rápido, se acelera, dando lugar a características adultas, como madurez sexual, cuando aún no lo es.
- El postdesplazamiento: en el que el "inicio" del desarrollo es tardío.

La pedomorfosis es común en muchas especies animales domesticadas por los seres humanos, incluidos los perros, gallinas, cerdos y ganado vacuno. Se cree que es un efecto secundario de la 'cría selectiva' llevada a cabo por el hombre, dirigida principalmente a obtener características juveniles de comportamiento en los animales, tales como la docilidad, siendo esta su objetivo y la pedomorfosis el efecto secundario.

## Fauna
La pedomorfosis natural ocurre en muchas especies de anfibios, especialmente en los ambistomatidos y salamandras proteicas. En los anfibios puede resultar obligada o facultativa. Algunas salamandras conservan sus agallas en la edad adulta, a diferencia de la mayoría de los anfibios. Se supone que en algún momento del pasado, ellos también perdieron sus branquias, pero algunos cambios genéticos llevaron a retenerlas en la adultez, en un momento en el que era evolutivamente ventajoso o neutral. 
Un ejemplo específico de una especie de anfibio que exhibe pedomorfosis es la población de salamandras del noroeste en Crater Lake, Oregon, EE. UU. La pedomorfosis también se produce en las termitas y varias especies de cucarachas.

### Aves
Un estudio ha demostrado que la cabeza de las aves modernas se desarrolló a través de una secuencia de episodios asociados al acortamiento en el crecimiento normal de los dinosaurios (desde el estado de embrión al estado adulto). En el estudio se emplearon técnicas de morfometría geométrica para comparar embriones juveniles y adultos de dinosaurios, tanto fósiles como actuales (considerando a las aves como dinosaurios modernos).

## Flora
La pedomorfosis también ocurre en ciertas plantas, las cuales pueden adaptarse rápidamente en respuesta a los cambios ambientales. Un ejemplo, es la especie singular del género Oreostylidium, donde una "población fundadora" de una planta más especializada de Australia llegó a Nueva Zelanda. Las flores se asocian usualmente con una única especie de polinizadores, pero fueron los polinizadores 'no especializados' las que encontraron su nuevo hogar. La hipótesis es que en respuesta a esta falta de presión de nuevos polinizadores, las plantas se sometieron a una rápida evolución de las flores que les permitió alcanzar la madurez sexual antes que las plantas inmaduras, alimentando el cambio pedomórfico.